# Поликсена Гессен-Рейнфельс-Ротенбургская
Поликсе́на Ге́ссен-Ре́йнфельс-Ротенбу́ргская (нем. Polyxena von Hessen-Rheinfels-Rotenburg; 21 сентября 1706, Лангеншвальбах — 13 января 1735, Турин) — вторая супруга короля Сардинии Карла Эммануила III.

## Биография
Поликсена Кристина Йоханна родилась 21 сентября 1706 года в семье Эрнста Леопольда, ландграфа Гессен-Ротенбургского, и его жены Элеоноры Лёвенштайн-Вертхаймской; девочка стала вторым ребёнком и первой дочерью из десяти детей пары. Поликсена принадлежала к единственной ветви правящего Гессенского дома, исповедовавшей католичество. С 1720 года Поликсена фактически была номинальной канониссой (женщиной, которая вела монашеский образ жизни, при этом не принимая никаких обетов) в Торнском аббатстве.
Семья Поликсены была близка с сардинским королём Виктором Амадеем II, который в 1723 году предложил заключить брачный союз между Поликсеной и его старшим сыном Карлом Эммануилом, принцем Пьемонтским. На тот момент существовала другая претендентка на роль супруги принца — одна из дочерей герцога Модены; однако переговоры зашли в тупик. Карл Эммануил был вдовцом: его первая жена, Анна Кристина Зульцбахская, умерла 12 марта 1723 года вскоре после рождения сына Виктора Амадея. Анна Кристина и Поликсена, которая была младше на два года, были кузинами: Эрнст Леопольд был родным братом Марии Элеоноры Гессен-Ротенбургской, матери Анны Кристины.
Официально о помолвке было объявлено 2 июля 1724 года, а уже 23 июля в Ротенбурге был заключён брак по доверенности. Вскоре после этого Поликсена отбыла в Тонон-ле-Бен, Шабле, где 20 августа состоялись торжества по случаю бракосочетания. Сын Карла Эммануила был поручен заботам Поликсены. Принцесса привязалась к мальчику и сильно горевала, когда он умер в августе 1725 года. На тот момент своих детей у Поликсены ещё не было. Принцесса также сблизилась со своей свекровью Анной Марией Орлеанской, которую дважды навещала на вилле делла Реджина.
В 1726 году Поликсена родила своего первого ребёнка — сына Виктора Амадея. Четыре года спустя отец Карла Эммануила отрёкся от сардинского трона в пользу сына. Однако позднее Виктор Амадей объявил о своём решении вернуться на престол. Поликсена использовала своё влияние на мужа, чтобы тот заточил отца в Монкальери, где к Виктору Амадею позднее присоединилась его морганатическая супруга Анна Каналис ди Кумьяна, бывшая Дама Опочивальни Поликсены.
Поликсена много занималась благотворительностью. В 1732 году она открыла в Турине дом для молодых мам, отремонтировала виллу делла Реджина, резиденцию Ступиниджи и церковь Святого Джузеппе в Турине. Поликсена занималась переделкой и улучшением зданий вместе с Юварра и популяризировала шинуазри. Она также была покровительницей художника Жан-Батиста Кросато.
В 1733 году Поликсена родила своего последнего ребёнка — сына Карла, который прожил чуть больше пяти месяцев. В июне 1734 года Поликсена тяжело заболела. Она умерла в Королевском дворце в Турине 13 января 1735 года. Первоначальное место захоронения королевы неизвестно; в 1786 году останки Поликсены были перезахоронены в королевской базилике Суперга.
Через два года после смерти Поликсены Карл Эммануил женился в третий раз: его избранницей стала Елизавета Терезия Лотарингская, сестра будущего императора Священной Римской империи Франца I Стефана.
В честь Поликсены была названа Villa Polissena в Риме.

## Потомство
В браке с Карлом Эммануилом у Поликсены родилось шестеро детей:
- Виктор Амадей Мария (26 июня 1726 — 16 октября 1796) — король Сардинии. Был женат на Марии Антонии Испанской, старшей дочери испанского короля Филиппа V и его второй жены Изабеллы Фарнезе. В браке родилось двенадцать детей.
- Элеонора Мария Тереза (28 февраля 1728 — 14 августа 1781) — замужем не была, детей не имела.
- Мария Луиза Габриэлла (25 марта 1729 — 22 июня 1767) — замужем не была, детей не имела.
- Мария Фелицита Виктория (19 марта 1730 — 13 мая 1801) — замужем не была, детей не имела.
- Эммануил Филиберт[англ.] (17 мая 1731 — 23 апреля 1735) — герцог Аостский.
- Карл Франческо Ромуальдо (23 июля — 28 декабря 1733) — герцог Шабле[англ.].